# Tsvety kalenduly
Tsvety kalenduly (russisk: Цветы календулы) er en russisk spillefilm fra 1998 af Sergej Snezjkin.

## Medvirkende
- Era Ziganshina som Seraphima
- Marina Soloptjenko som Anna
- Ksenija Rappoport som Jelena
- Julija Sjarikova som Masja
- Ljubov Malinovskaja som Inessa Iosifovna